# Nordostrundingen
Nordostrundingen (en danès correcte Nordøstrundingen ) és el punt més oriental de Groenlàndia i, al mateix temps, el punt més oriental d'Amèrica del Nord. Administrativament forma part del Parc Nacional del Nord-est de Groenlàndia.
Va ser descobert i nomenat per primera vegada pels europeus durant la fallida expedició danesa de 1906 a 1908 dirigida per Ludvig Mylius-Erichsen. L'indret també fou visitat per Einar Mikkelsen durant l'Expedició Alabama (1909-1912) a la recerca de rastres de Mylius-Erichsen.